# 幾內亞潛鮃
幾內亞潛鮃（学名：Syacium guineensis）為輻鰭魚綱鰈形目鰈亞目牙鮃科的一種熱帶海水魚，其种加词“guineensis”意为“几内亚的”。分布於東大西洋區，從茅利塔尼亞至納米比亞海域，棲息深度37-73公尺，體長可達23.8公分，棲息在底層水域，以底棲生物為食，生活習性不明，可作為食用魚。